# الصليب الأعظم

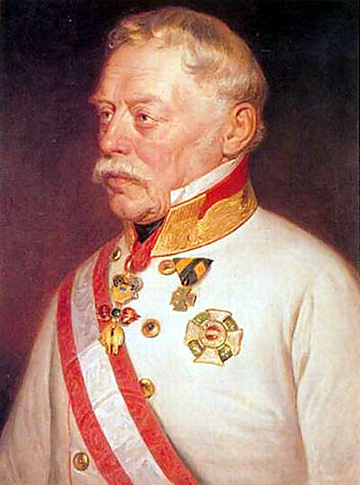
جوزيف جراف راديتزكي يرتدي نجمة غراند كروس وشعار وسام ماريا تريزا العسكري

جراند كروس هي أعلى درجة في العديد من أوسمة الدول وتتجلى في شاراتها. بشكل استثنائي، يمكن الإشارة إلى الفئة العليا على أنها Grand Cordon أو ما يعادلها. في حالات أخرى، قد تأتي رتبة Grand Cross بعد رتبة أخرى أعلى.
في العلاقات الدولية، في كثير من الأحيان يتم حجز فئة جراند كروس عادة لرؤساء والملوك ورؤساء الدول وما يعادلهم.
من عام 1870 إلى عام 1918، حددت الإمبراطورية الألمانية أيضًا صليب جراند كأعلى رتبة من وسام الصليب الحديدي، تليها الصفين الأول والثاني.

## المعرض
رسم توضيحي لشارات نموذجية، كما في حالة وسام جوقة الشرف الفرنسي.

### الحواشي
1. ↑  "معلومات عن الصليب الأعظم على موقع snl.no". snl.no. مؤرشف من الأصل في 2024-11-12.